# John M. Taurek
John M. Taurek (* 18. Februar 1936 in Minnesota; † 21. November 2003 in Kalifornien) war ein US-amerikanischer Philosoph. Bekanntheit erlangte er durch seinen 1977 veröffentlichten Artikel „Should the Numbers Count?“, in dem er sich mit der ethischen Frage beschäftigt, ob in Rettungskonflikten die Anzahl der Menschenleben eine entscheidende Rolle spielen sollte. Die Diskussion dieser Frage wird auch „Taurek-Debatte“ genannt.

## „Should the Numbers Count?“
Taurek argumentiert in seinem Artikel, dass es in Situationen, in denen es aus praktischen Gründen unmöglich ist, von zwei unterschiedlich großen Gruppen beide zu retten, ethisch gerechtfertigt ist, die Rettung der kleineren Gruppe vorzuziehen. Moralische Entscheidungen sollten, so Taurek, nicht einfach auf mathematischen Berechnungen über die Anzahl der Betroffenen basieren. Er stellt damit die traditionelle utilitaristische Ansicht in Frage, nach der die Maximierung des Gesamtnutzens, gemessen an der Anzahl der geretteten Leben, die ethische Richtschnur sein sollte.
Eine der fiktiven Situationen, die Taurek in seinem Text beschreibt, ist die folgende: Wir haben ein lebensrettendes Medikament. Fünf Menschen werden sterben, wenn sie nicht jeweils ein Fünftel des Medikaments von uns erhalten (Gruppe 1). Eine andere Person wiederum braucht das ganze Medikament, um zu überleben (Gruppe 2). Es ist wichtig, dass alle Faktoren mit Ausnahme der Größe zwischen den beiden Gruppen gleich sind bzw. dass es keine objektiven besonderen Umstände gibt, die eine der beiden Gruppen für uns attraktiver machen würden. Welche Entscheidung ist moralisch richtig? In diesem moralischen Dilemma würden die meisten Menschen argumentieren, dass man der Rettung der größeren Anzahl von Menschen den Vorrang geben muss, wenn alle anderen Aspekte der beiden Gruppen gleich sind. Deshalb ändert Taurek die Situation: Die Person in Gruppe 2, die das gesamte Medikament zum Überleben benötigt, ist David, ein Freund von uns. Wir wissen nicht, ob David ein objektiv besserer Mensch ist als einer der fünf Fremden. Wir haben nie einen Vertrag unterzeichnet oder ein Versprechen abgegeben, ihn zu beschützen. Objektiv gesehen gibt es also keinen Grund für uns, sein Leben über das der Gruppe 1 zu stellen. Dennoch würden viele Menschen, die im ersten Szenario den fünf Fremden das Medikament geben würden, ihre Antwort ändern und David, ihren Freund, retten. Diese Änderung des Szenarios nutzt Taurek, um die fehlerhafte Logik der vermeintlichen moralischen Pflicht zu verdeutlichen, die größtmögliche Anzahl von Menschen zu retten. Oft wird diese Entscheidung damit gerechtfertigt, dass wir, da es unmöglich ist, dass kein Schaden entsteht, danach streben sollten, ihn zu minimieren. Leid ist jedoch relativ. Wenn wir uns für die Rettung von Gruppe 1 entscheiden, wird dieser kein Schaden zugefügt, aber wir und Davids andere Freunde und Familienangehörige werden einen Verlust spüren, den es nicht gäbe, wenn wir David gerettet hätten. Um diesen Punkt noch deutlicher zu machen, nehmen wir an, das Medikament gehörte David. Wir würden nicht zögern, ihm das Medikament zu geben und nicht von ihm verlangen, sein Leben für das von fünf Fremden zu opfern. Und selbst wenn wir dies täten, hätte er das Recht, sich zu weigern.
Taurek schlägt vor, dass in Rettungskonflikten, in denen nur die Anzahl der Personen die Gruppen unterscheidet, ein Münzwurf oder ein Losverfahren eine geeignete Methode sein könnte, um eine Entscheidung zu treffen. Im Wesentlichen sagt er, dass Menschenleben nicht wie Objekte behandelt werden können und dass der Wert eines Menschenlebens unermesslich ist. Seine Argumentation und Schlussfolgerung sind jedoch bis heute umstritten. Gegner seines Papiers behaupten unter anderem, dass seine Argumente zur Rechtfertigung von Rassismus oder Sexismus benutzt werden könnten.
Eine deutschsprachige Vertreterin der Taurek'schen Ansicht, die Anzahl der Betroffenen sei in Konfliktfällen prinzipiell irrelevant, ist die deutsche Philosophin und Hochschullehrerin Weyma Lübbe.